# Calcitonin
Calcitonin (còn được gọi là thyrocalcitonin) là một hormone polypeptide dạng thằng gồm 32 amino acid được sản xuất ở người chủ yếu bởi các tế bào cận nang (còn được gọi là tế bào C) của tuyến giáp, và ở nhiều động vật khác là trong thể ultimopharyngeal. Hormone này hoạt động để làm giảm lượng calci trong máu (Ca2+), chống lại tác dụng của hormone tuyến cận giáp (PTH).
Calcitonin được tìm thấy ở cá, bò sát, chim và động vật có vú. Tầm quan trọng của nó ở người không được xác lập tốt như tầm quan trọng của nó ở các động vật khác, vì chức năng của nó thường không có ý nghĩa nhiều trong việc điều hòa cân bằng nội môi calci bình thường. Calcitonin thuộc về họ protein giống calcitonin.

## Sinh tổng hợp và điều hòa
Calcitonin được hình thành bởi sự phân tách protein của một prepropeptide lớn hơn, đó là sản phẩm của gen CALC1 (CALCA). Đây là một chất đối kháng với PTH và Vitamin D3. Gen CALC1 thuộc về một siêu họ của tiền chất hormone protein liên quan bao gồm protein tiền thân amyloid, peptide liên-quan-đến-gen calcitonin, và tiền chất của adrenomedullin.
Sự tiết calcitonin được kích thích bởi:
- tăng nồng độ Ca2+ trong máu
- gastrin và pentagastrin.

## Thụ thể
Thụ thể calcitonin, được tìm thấy ở các tế bào hủy xương, và ở thận cùng các vùng của não, là một thụ thể kết cặp protein G. Cụ thể hơn, những thụ thể này được kết cặp với Gs đến adenylate cyclase và do đó tạo ra cAMP trong các tế bào đích. Calcitonin cũng có thể ảnh hưởng đến buồng trứng ở phụ nữ và tinh hoàn ở nam giới.